# Mary Jane Croft
Mary Jane Croft est une actrice américaine née le 15 février 1916 à Muncie, Indiana (États-Unis), décédée le 24 août 1999 à Century City (Californie).

## Filmographie
- 1943 : La Ruée sanglante (In Old Oklahoma) : Dance-hall girl
- 1952 : I Married Joan (série TV) : Helen
- 1952 : Our Miss Brooks (série TV) : Miss Daisy Enright (1952-54)
- 1955 : The People's Choice (en) (série TV) : Cleo the Basset Hound (voix)
- 1958 : Kathy O' : Harriet Burton aka Aunt Harriet
- 1966 : The Two of Us (TV) : Helen
- 1977 : Lucy Calls the President (TV) : Midge Bowser